# Friedrich Gerwer
Friedrich Gerwer (* 1807; † 1876) war ein Schweizer Pfarrer und Historiker.
Gerwer wirkte als Pfarrer in Adelboden und Boltigen. Als Historiker befasste er sich besonders mit der Geschichte von Adelboden.
Ein Teilnachlass mit Manuskripten und Archivalien befindet sich in der Burgerbibliothek Bern.